# Маний Сергий Фидена
Маний Сергий Фидена (на латински: Manius Sergius Fidenas) e политик на Римската рапублика.
Произлиза от фамилията Сергии. През 404 пр.н.е. и през 402 пр.н.е. той е консулски военен трибун.